# Kairuku
Kairuku is een geslacht van uitgestorven uit de orde der pinguïns (Sphenisciformes). Het kwam voor in het gebied van het huidige Nieuw-Zeeland tijdens het late oligoceen. Het werd voor het eerst beschreven in 2012.

## Etymologie
De naam Kairuku is afgeleid van de woorden 'kai' (voedsel) en 'ruku' (duiken) uit het Maori en betekent 'duiker die terugkeert met voedsel'.

## Soorten
Aan het geslacht werden door de beschrijvers twee (nieuwe) soorten toegekend:
- Kairuku waitaki
- Kairuku grebneffi

## Kenmerken
Het geslacht onderscheidt zich van moderne pinguïns door de smalle borst, lange, spits toelopende vleugels en een smalle bek. De vleugels waren mogelijk ook buigzamer dan bij moderne soorten. Het lichaam was aangepast voor het bejagen van vis. Beide soorten van het geslacht waren groter dan de keizerspinguïn, de grootste levende pinguïnsoort.

## Leefgebied
Ten tijde van de Kairuku stond Nieuw-Zeeland grotendeels onder water, met daarin rotsachtige eilandjes. Het ondiepe water was voedselrijk en beschermde de pinguïns tegen predatoren. Ze leefden er tussen andere pinguïnsoorten, die waarschijnlijk allen op andere vissen joegen. Moderne soorten leven eerder in soortspecifieke gebieden.

## Fylogenie
De beschrijvers plaatsten Kairuku in de Sphenisciformes, maar buiten de kroongroep Spheniscidae (sensu Clarke et al., 2003), die bestaat uit de laatste gemeenschappelijke voorouder van de moderne pinguïnsoorten en diens afstammelingen.